# قائمة المليارديرات الأيسلنديين
هذه قائمة بالمليارديرات الأيسلنديين بناءً على التقييم السنوي للثروة والأصول التي جمعتها ونشرتها مجلة فوربس في عام 2023.

## 2023 قائمة المليارديرات الأيسلنديين
| ترتيب العالمي | اسم             | المواطنة | صافي الثروة (بالدولار الأمريكي) | مصدر الثروة |
| ------------- | --------------- | -------- | ------------------------------- | ----------- |
| 1217          | ثور بيورجولفسون | آيسلندا  | 2.5 مليار                       | الاستثمارات |